# Tel-Aviv–Jeruzsálem-vasútvonal
A Tel-Aviv–Jeruzsálem-vasútvonal egy normál nyomtávolságú vasútvonal Izraelben, mely Tel-Avivot köti össze Jeruzsálemmel. Ez az ország első villamosított nagyvasúti vonala, és a fő kapcsolat a két város között, kiegészítve a régi Jaffa–Jeruzsálem-vasútvonalat. Ez utóbbi miatt gyakran nagysebességű vasútként is említik, megkülönböztetendő a régebbi, hosszabb, és lassabb eljutást biztosító vasútvonaltól. A vasútvonal 2018. szeptember 25-én nyílt meg.
Az újonnan épített 56 km-es, kétvágányú villamosított vasútvonal beruházási költsége mintegy 7 milliárd sékel, a hegyes-völgyes nyomvonalon szükséges jelentős híd- és alagútépítések miatt. A 160 km/órás tervezési sebesség mellett a tervezett utazási idő Jeruzsálem és a Ben-Gurion nemzetközi repülőtér között 20 perc, Tel-Aviv HaHagana vasútállomásig pedig mintegy 28 perc.
2019-ben vizsgálják a jelenlegi jeruzsálemi végállomástól további két megállóval való meghosszabbítás lehetőségét a városban, a Jaffai út alatt. A végállomás helye még nem eldöntött.

## Fordítás
- Ez a szócikk részben vagy egészben a Tel Aviv–Jerusalem railway című angol Wikipédia-szócikk ezen változatának fordításán alapul.  Az eredeti cikk szerkesztőit annak laptörténete sorolja fel. Ez a jelzés csupán a megfogalmazás eredetét és a szerzői jogokat jelzi, nem szolgál a cikkben szereplő információk forrásmegjelöléseként.